# Communauté de communes du canton de Briare
La communauté de communes du canton de Briare est une ancienne communauté de communes du département du Loiret et de la région Centre-Val de Loire en France. Le 1er janvier 2017 elle a fusionné avec communauté de communes du canton de Châtillon-sur-Loire pour former la communauté de communes du Berry Loire Puisaye.

## Historique
- 29 décembre 1997 : arrêté délimitant le périmètre de la future communauté de communes
- 21 novembre 1997 : arrêté délimitant le périmètre de la future communauté de communes

## Administration
| Période       | Période       | Identité        | Étiquette | Qualité                    |
| ------------- | ------------- | --------------- | --------- | -------------------------- |
|               | 30 avril 2014 | Thierry Goirand |           | Maire de Faverelles        |
| 30 avril 2014 | en cours      | Guy Massé       | DVD       | Maire d'Ouzouer-sur-Trézée |

## Composition
Elle est composée des quatorze communes suivantes (toutes du canton de Briare) :
| Nom                 | Code Insee | Gentilé       | Superficie (km2) | Population (dernière pop. légale) | Densité (hab./km2) |
| ------------------- | ---------- | ------------- | ---------------- | --------------------------------- | ------------------ |
| Briare (siège)      | 45053      | Briarois      | 45,41            | 5 742 (2014)                      | 126                |
| Adon                | 45001      | Adonnais      | 24,65            | 225 (2014)                        | 9,1                |
| Batilly-en-Puisaye  | 45023      | Batillois     | 17,35            | 113 (2014)                        | 6,5                |
| Bonny-sur-Loire     | 45040      | Bonnychons    | 25,80            | 1 977 (2014)                      | 77                 |
| Breteau             | 45052      | Brétauluciens | 16,45            | 76 (2014)                         | 4,6                |
| La Bussière         | 45060      | Bussérois     | 35,23            | 820 (2014)                        | 23                 |
| Champoulet          | 45070      | Champoulois   | 9,36             | 44 (2014)                         | 4,7                |
| Dammarie-en-Puisaye | 45120      | Dammariens    | 25,89            | 177 (2014)                        | 6,8                |
| Escrignelles        | 45138      | Escrignellois | 14,04            | 54 (2014)                         | 3,8                |
| Faverelles          | 45141      | Faverellois   | 18,92            | 152 (2014)                        | 8                  |
| Feins-en-Gâtinais   | 45143      | Finois        | 11,89            | 39 (2014)                         | 3,3                |
| Ousson-sur-Loire    | 45238      | Oussonnois    | 5,35             | 740 (2014)                        | 138                |
| Ouzouer-sur-Trézée  | 45245      | Oratoriens    | 61,63            | 1 203 (2014)                      | 20                 |
| Thou                | 45323      |               | 15,16            | 235 (2014)                        | 16                 |

## Compétences
- Aménagement de l'espace communautaire
- Développement économique
- Protection et mise en valeur de l'environnement
- Politique du logement et du cadre de vie
- Création, aménagement et entretien de la voirie d'intérêt communautaire
- Étude et réalisation des équipements et de l'organisation nécessaire au développement des activités sportives et d'enseignement
- Tourisme
- Action sociale
- Participation au maintien et au développement des services publics ruraux
- Aménagement, gestion et entretien des aires d'accueil des gens du voyage existantes ou à créer